# Takuji Yonemoto
Takuji Yonemoto (jap. 米本 拓司, Yonemoto Takuji; * 3. Dezember 1990 in Itami, Präfektur Hyōgo) ist ein japanischer Fußballspieler.

## Karriere

### Verein
Takuji Yonemoto erlernte das Fußballspielen in den Jugendmannschaften von Mizuho SC und Itami FC sowie in der Schulmannschaft der Itami High School. Von Mai 2008 bis Januar 2009 wurde er an den Erstligisten Vissel Kōbe nach Kōbe ausgeliehen. Seinen ersten Profivertrag unterschrieb er 2009 beim FC Tokyo. Der Verein, der in der	Präfektur Tokio beheimatet ist, spielte in der höchsten Liga des Landes, der J1 League. In seiner ersten Saison wurde er mit dem Klub Gewinner des J. League Cup. Ende 2010 musste er mit dem Verein den Weg in die Zweitklassigkeit antreten. Ein Jahr später wurde man Meister der J2 League und stieg direkt wieder in die erste Liga auf. In der Aufstiegssaison stand er mit dem Klub im Finale des Kaiserpokal. Im Endspiel besiegte man Kyōto Sanga mit 4:2. Seit 2016 spielte die U23-Mannschaft in der dritten Liga, der J3 League. Hier kam er 2018 dreimal zum Einsatz. Nach über 200 Spielen für den Klub wechselte er Anfang 2019 zum Ligakonkurrenten Nagoya Grampus nach Nagoya. Am 30. Oktober 2021 stand er mit Nagoya im Finale des J. League Cup. Das Finale gegen Cerezo Osaka gewann man mit 2:0. Im Februar 2022 wechselte er auf Leihbasis zu Shonan Bellmare. Für den Ligakonkurrenten absolvierte er 27 Erstligaspiele. Nach der Ausleihe kehrte er im Januar 2023 nach Nagoya zurück. Ein Jahr später, im Sommer 2024, wechselte er wieder auf Leihbasis zum ebenfalls in der ersten Liga spielenden Kyōto Sanga. Hier bestritt er elf Ligaspiele. Nach der Ausleihe wurde er im Februar 2024 fest von Kyōto unter Vertrag genommen.

### Nationalmannschaft
Im Jahr 2010 debütierte Takuji Yonemoto für die japanische Fußballnationalmannschaft. Er hat bislang ein Länderspiel für Japan bestritten.

## Erfolge
FC Tokyo
- Japanischer Ligapokalsieger: 2009
- Japanischer Zweitligameister: 2011  ▲
- Japanischer Pokalsieger: 2011

Nagoya Grampus
- Japanischer Ligapokalsieger: 2021